# Universidad de Chalcatongo
La Universidad de Chalcatongo «UNICHA» es una institución pública de educación superior e investigación científica del Gobierno del Estado de Oaxaca con apoyo y reconocimiento del gobierno federal mexicano. Pertenece al Sistema de Universidades Estatales de Oaxaca (SUNEO) y se localiza en Chalcatongo de Hidalgo, Oaxaca, México. Sus funciones principales son: la enseñanza, la investigación, la difusión de la cultura y la promoción del desarrollo.
El rector de esta universidad es Modesto Seara Vázquez.[cita requerida]

## Lema
El lema Nil Satis Nisi Optimus (escrito en Latín), Unde jav'a nkiee nakunúnú iniyo (en Mixteco) se encuentra dentro del escudo de la universidad y significa «Nada que no sea lo mejor satisface»[cita requerida]

## Órganos de gobierno
- Rector, que es la máxima autoridad universitaria, y es nombrado o removido por el Gobernador del Estado.
- Vicerrector Académico y Vicerrector Administrativo, nombrados por el rector.
- Jefes de Carrera y Directores de Institutos de Investigación, así como los Jefes de las Divisiones de Postgrado, son nombrados por el rector.[1]

## Oferta educativa
La UNICHA oferta tres carreras a nivel licenciatura
Licenciaturas
- Administración
- Enfermería
- Nutrición

## Infraestructura
La UNICHA cuenta con tres laboratorios
- Centro de Investigación en Nutrición y Alimentación (CINA)
- Clínica Robotizada
- Química

## Difusión de la cultura
Entre las funciones de la UNICHA  está la difusión cultural, que comprende un amplio abanico de posibilidades y se orienta tanto a la comunidad universitaria como a la población en general. Se enfoca a la presentación de productos culturales de alta calidad, y la realización de actividades que den respuesta a iniciativas e inquietudes de los estudiantes, muchas veces con fines esencialmente recreativos.[cita requerida] Podemos mencionar:
- Jornadas académicas
- Seminarios de investigación
- Viaje de prácticas